# David Hans Christoph von Lüderitz
David Hans Christoph von Lüderitz (* 16. November 1699 auf Nackel; † 1. Oktober 1756 bei Lobositz) war ein königlich-preußischer Generalmajor und Kommandeur des Kürassier-Regiments Nr. 5. Er war zudem Ritter des Johanniterordens und designierter Komtur auf Lagow sowie Träger des Pour le Mérite, Domherr von Brandenburg und Havelberg und auch Erbherr auf Nackel.
Seine Eltern waren Lüdecke Christoph von Lüderitz (* 1651; † 29. Mai 1718) und dessen Frau Elisabeth Margarethe von Quast (* 3. April 1680; † 7. Mai 1705) aus dem Haus Garz.

## Leben
Er trat 1715 in preußische Dienste und wurde zunächst Unteroffizier im Potsdamer Infanterie-Regiment Nr. 6. 1719 wurde er aber als Kornett zum Kürassier-Regiments Nr. 2 versetzt. Dort wurde er 1720 Leutnant und 1725 Rittmeister. Am 26. Februar 1737 wurde er Ritter des Johanniter-Ordens. 1740 wurde er Major im Kürassier-Regiments Nr. 5. Mit dem Regiment nahm er am Ersten Schlesischen Krieg teil und kämpfte in der Schlacht bei Mollwitz. Am 13. August 1743 erfolgte seine Beförderung zum Oberstleutnant und Versetzung in das Dragoner-Regiment Nr. 4. Im Zweiten Schlesischen Krieg konnte er sich in den Schlachten von Hohenfriedberg und Kesselsdorf auszeichnen. So wurde er am 1. November 1745 Oberst und am 2. September 1752 Generalmajor. Im September 1753 kam seine Ernennung zum Kommandeur des Kürassier-Regiments Nr. 5. Im Juni 1754 erhielt er die Präbende von Havelberg und Brandenburg. 1756 zog er mit dem Regiment in den Siebenjährigen Krieg nach Sachsen.
Am  1. Oktober 1756 zerfetzte ihn eine Stückkugel in der Schlacht bei Lobositz. Er wurde auf dem Schlachtfeld in den Weinbergen begraben.
Er war nicht verheiratet.